# Pierre Étienne Simon Duchartre
Pierre Étienne Simon Duchartre (* 27. Oktober 1811 in Portiragnes; † 5. November 1894 in Paris)  war ein französischer Botaniker und einer der 15 Gründungsmitglieder der Société botanique de France. Sein offizielles botanisches Autorenkürzel lautet „Duch.“

## Leben
Pierre Étienne Simon Duchartre wurde am 27. Oktober 1811 in Portiragnes geboren. Er studierte in Toulouse Botanik und wurde im Jahr 1840 promoviert. Seine Arbeit trug den Titel Observations sur le Trochus lessoniie Blainv. e Monodonta lessoniie Payr. et sur son anatomie. Ab 1837 war er Lehrer in Fumel, 1848 wurde er Mitglied der französischen Akademie der Wissenschaften. 1849 wurde er Professor für Botanik und Pflanzenphysiology am Institut agronomique in Versailles. 1861 erhielt er eine Lehrstuhl für Botanik an der Sorbonne.
Am 12. März 1854 gründete er zusammen mit 15 weiteren Botanikern die Société botanique de France, deren sechster Präsident er wurde. Insgesamt war Duchartre sechsmal Präsident der Gesellschaft, 1854, 1859, 1868, 1874, 1876, 1888 und 193, häufiger als jeder andere.

## Werke
- 1854. Notice sur les travaux de botanique.  L. Martinet. 17 pp.
- 1856. Géographie botanique. Ed. Firmin Didot.
- 1857. Influence de l'humidité sur la direction des racines. Ed. L. Martinet. 8 pp.
- 1858. Recherches sur les rapports des plantes avec la rosée. Ed. L. Martinet. 8 pp.
- 1858. Principaux résultats des observations physiologiques et anatomiques faites sur une Colocase de la Chine. Ed. L. Duchartre. 7 pp.
- 1858. Recherches expérimentales sur la transpiration des plantes dans les milieux humides. Ed. L. Martinet. 7 pp.
- 1859. Quelques observations sur des raisins soufrés et brûlés au soleil. Ed. J.-B. Gros et Donnaud. 4 pp.
- 1859. Note sur le ePyrethrum Willemotie, vulgairement nommé pyrèthre du Caucase. Ed. J.-B. Gros et Donnaud. 12 pp.
- 1859. Deux notes sur une crucifère à siliques comestibles sur le Vanilla lutescense. Ed. J.-B. Gros et Donnaud. 24 pp.
- 1859. Note sur une crucifère à siliques comestibles récemment introduite en France. Ed. J.-B. Gros et Donnaud. 7 pp.
- 1860. Deux notes, sur l'Himantophyllum miniatume Hook sur un hybride d'Himantophyllume. Ed. E. Donnaud. 19 pp.
- 1860. Rapport sur les arbres fruitiers de M. Chardon jeune, propriétaire à Châtillon Seine. E. Donnaud. 7 pp.
- 1860. L'Eau de la pluie, qui mouille et lave les organes extérieurs des plantes, est-elle absorbée directement? Recherches expérimentales sur cette question. L. Martinet. 8 pp.
- 1860. Examen physiologique des cultures forcées de lilas de M. Laurent aîné, par M. Duchartre... — Rapport sur les roses et lilas forcés qui ont été présentés à la Société impériale et centrale d'horticulture. Ed. E. Donnaud. 16 pp.
- 1862. Note sur deux orchidées. L. Martinet. 7 pp.
- 1863. Note sur l'eAmaryllis procerae. Ed. E. Donnaud. 14 pp.
- 1865. Note sur le chasselas panaché. Ed. E. Donnaud. 15 pp.
- 1866. Expériences relatives à l'influence de la lumière sur l'enroulement des tiges. Ed. E. Donnaud. 16 pp.
- 1867. Éléments de botanique, comprenant l'anatomie, l'organographie, la physiologie des plantes, les familles naturelles et la géographie botanique. Ed. J.-B. Baillière et fils. 1.088 pp.
- 1868. Expériences sur la végétation d'une broméliacée sans racines. Ed. E. Donnaud. 12 pp.
- 1868. Rapport sur les progrès de la botanique physiologiste. Ed. Impr. impériale. 409 pp.
- 1869. Quelques remarques sur la théorie de l'extinction par vieillesse des variétés de fruits. Ed. E. Donnaud. 9 pp.
- 1870. Observations sur le genre Lis Liliume Tourn. à propos du catalogue de la collection de ces plantes, qui a été formée par M. Max Leichtlin, de Carlsruhe. Ed. E. Donnaud. 142 pp.
- 1872. Réflexions sur les expériences du général américain Pleasonton relatives à l'influence de la lumière bleue ou violette sur la végétation. Ed. E. Donnaud. 13 pp.
- 1873. Quelques observations sur les caractères anatomiques des Zosterae et Cymodoceae, à propos d'une plante trouvée près de Montpellier. Ed. E. Martinet.
- 1877. Éléments de botanique, comprenant l'anatomie, l'organographie, la physiologie des plantes, les familles naturelles et la géographie botanique. Ed. J.-B. Baillière et fils.
- 1879. Rapport sur une collection de figures de plantes spontanées peintes par Mme Garnier. E. Donnaud. 4 pp.
- 1879. Observations sur des marronniers hâtifs eAesculus hippocastanume L. E. Donnaud. 16 pp.
- 1880. Observations sur les fleurs doubles des bégonias tubéreux. E. Donnaud. 16 pp.
- 1885.  Éléments de botanique, comprenant l'anatomie, l'organographie, la physiologie des plantes, les familles naturelles et la géographie botanique. J.-B. Baillière et fils. 1.272 pp.

## Nach ihm benannte Gattungen und Arten
Nach ihm wurden die Gattungen Duchartrea Decne. aus der Familie der Gesneriengewächse (Gesneriaceae), heute ein Synonym von Gesneria L., und Duchartrella Kuntze aus der Familie der Osterluzeigewächse (Aristolochiaceae), heute ein Synonym von Aristolochia L., benannt.
- Aristolochia duchartrei André (heute ein Synonym von Aristolochia ruiziana (Klotzsch) Duch.)
- Thottea duchartrei Sivar., A.Babu & Balach
- Begonia × duchartrei Bruant ex André (künstlich erzeugte Hybride Begonia echinosepala Regel × Begonia scharffii Hook.f.)
- Vriesea × duchartrei L.Duval (heute ein Synonym von Vriesea × wittmackiana Kitt.)
- Lilium duchartrei Franch.
- Solanum duchartrei Heckel (heute ein Synonym von Solanum cerasiferum Dunal)